# Karl Eglseer

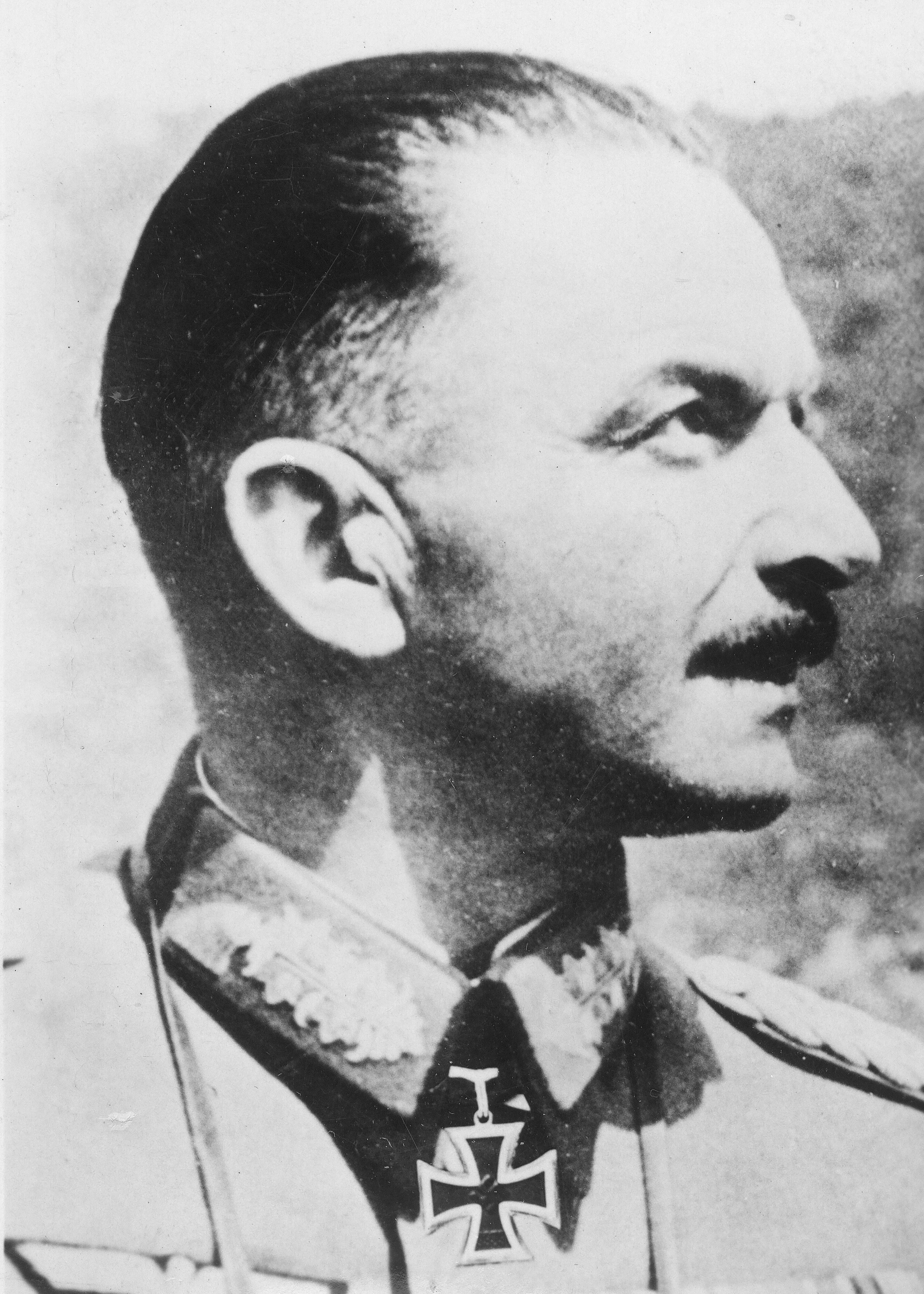
Karl Eglseer

Karl Eglseer (* 5. Juli 1890 in Ischl; † 23. Juni 1944 nahe Waldbach in der Steiermark) war ein österreichischer, ab 1938 deutscher Offizier, zuletzt General der Gebirgstruppe während des Zweiten Weltkriegs.

## Leben
Karl wurde als Sohn des Direktors des Stadttheaters Klagenfurt Franz Eglseer geboren. Er besuchte die Infanterie-Kadettenschule in Marburg. Am 18. August 1908 trat er als Kadett-Offiziers-Stellvertreter in das Steirische Infanterie-Regiment „Freiherr von Succovaty“ Nr. 87 ein, wurde dort ab 20. Dezember 1910 als Kompanieoffizier sowie als Regiments-Telegrafen-Offizier verwendet und am 1. Mai 1911 zum Leutnant befördert.

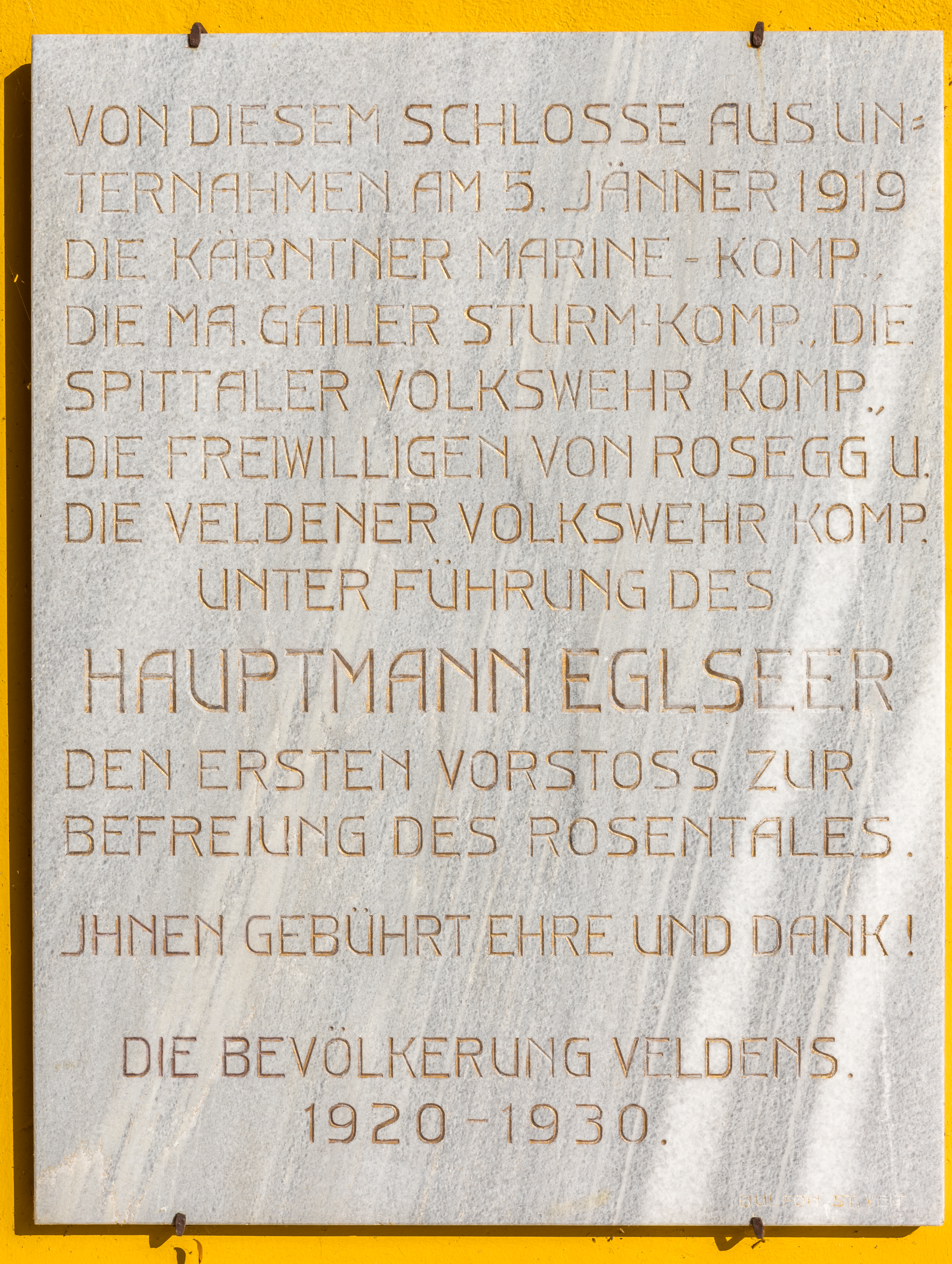
Gedenktafel am Schlosshotel Velden, Kärnten

### Erster Weltkrieg
Zu Beginn des Ersten Weltkriegs rückte er dann mit seinem Regiment als Oberleutnant an die Front. Dort wurde er am 8. September 1914 erstmals verwundet und kam nach Lazarettaufenthalt am 1. November 1914 zu seinem Regiment zurück. Ab 10. Dezember 1914 befand er sich wieder an der Front, wurde am 24. Dezember 1914 schwer verwundet und geriet in russische Kriegsgefangenschaft. Die folgenden Jahre verbrachte er dann in verschiedenen russischen Lazaretten, kehrte erst am 18. März 1918 als Austauschinvalide aus St. Petersburg zurück und wurde dem Kriegslazarett XIX in Grinzing überstellt. Am 14. Mai 1918 folgte mit Wirkung zum 1. August 1917 seine Beförderung zum Hauptmann. Er kam dann vor Kriegsende nicht mehr zum Einsatz.

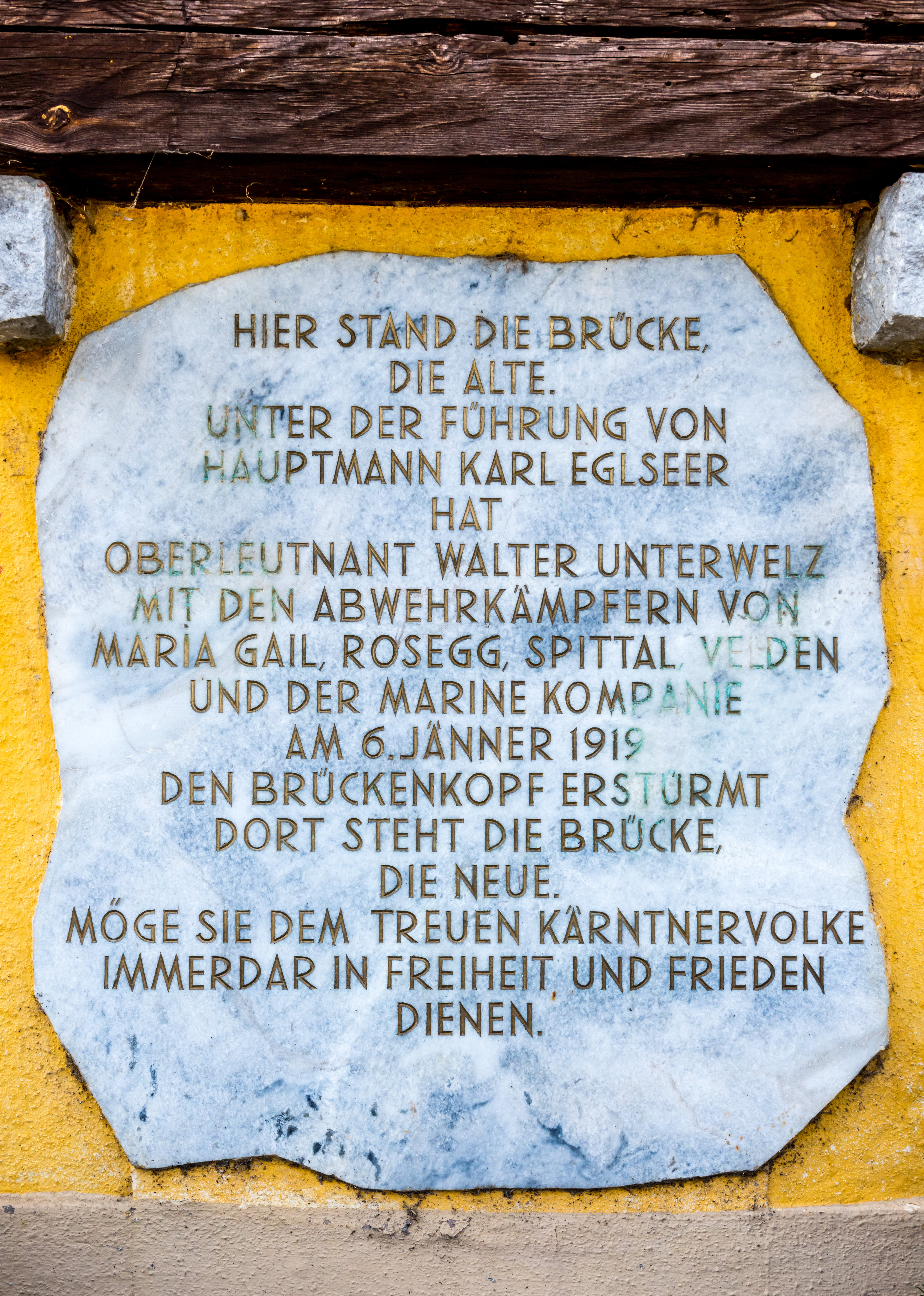
Gedenktafel in Rosegg, Kärnten

### Kärntner Abwehrkampf
Zu Beginn des Kärntner Abwehrkampfes meldete sich Eglseer beim Landesbefehlshaber für Kärnten, Ludwig Hülgerth und wurde zur Gruppe Velden eingeteilt. Er war am 5./6. Jänner 1919 am Sturm auf die Rosegger Draubrücke beteiligt, in deren Folge das ganze Rosental befreit wurde. Im April 1919 war Eglseer Kommandant des Abschnitts Rosenbach, ihm unterstanden fünf Kompanien mit 13 Geschützen und 20 Maschinengewehren. Er konnte mit seinen Truppen den Angriff der SHS-Truppen, der am 29. April begann, abwehren und in weiterer Folge am 4. Mai sogar den Rosenbachtunnel einnehmen.

### 1. Republik
Nach dem Ersten Weltkrieg wurde er dann in das österreichische Bundesheer übernommen. Er wurde dort die nächsten Jahre beim Jäger-Regiment 11 eingesetzt. Ein Jahr nach seiner Ernennung zum Major im Herbst 1927 wechselte er in den Generalstabsdienst. Nach seiner Beförderung zum Oberstleutnant im Spätsommer 1932 arbeitete Eglseer 1933 in der Militärabteilung der niederösterreichischen 3. Brigade unter Stabschef Robert Kolbe und wurde im Juni 1935 zum Oberst befördert.

### Zweiter Weltkrieg
Im Frühjahr 1938 wurde er dann nach dem Anschluss Österreichs als Oberst in die deutsche Wehrmacht übernommen und am 1. August 1938 zum Kommandeur des Gebirgsjäger-Regiments 136 der 2. Gebirgs-Division ernannt.
Bei der Mobilmachung für den Zweiten Weltkrieg im Sommer 1939 gab er dieses Kommando ab. Dafür wurde er zum Chef des Generalstabes vom Stellvertretenden Generalkommando XVIII. Armeekorps in Salzburg ernannt. Am 1. November 1940 wurde er unter gleichzeitiger Beförderung zum Generalmajor zum Kommandeur der 4. Gebirgs-Division ernannt. Diese Division führte er dann zuerst im Frühjahr 1941 im Balkanfeldzug ins Gefecht. Dort wurden ihm das Eiserne Kreuze II. und I. Klasse verliehen. Danach führte er die Division im Sommer 1941 beim Angriff auf Südrussland. Dort wurde er Anfang Oktober 1941 verwundet und musste sein Kommando abgeben. Am 23. Oktober 1941 wurde ihm das Ritterkreuz des Eisernen Kreuzes verliehen. Im November 1941 übernahm er wieder das Kommando über die 4. Gebirgs-Division. Am 22. Oktober 1942 gab er im Kaukasus sein Kommando nach einer erneuten Verwundung ab und wurde in die Führerreserve versetzt.
Am 1. Februar 1943 wurde er zum Generalleutnant befördert. Am 20. März 1943 wurde er zum Kommandeur der neuen 114. Jäger-Division ernannt. Mit dieser wurde er jetzt auf dem Balkan eingesetzt. Am 1. Dezember 1943 gab er sein Kommando ab und wurde am 10. Dezember 1943 mit der Führung vom XVIII. Gebirgs-Armeekorps in Lappland beauftragt. Unter gleichzeitiger Beförderung zum General der Gebirgstruppe erfolgte am 1. März 1944 die Ernennung zum Kommandierenden General des XVIII. Gebirgs-Korps.
Am 23. Juni 1944 flog er gemeinsam mit Generaloberst Eduard Dietl, General der Infanterie Thomas-Emil von Wickede und Generalleutnant Franz Rossi zu einer Besprechung auf den Obersalzberg. Auf dem Rückflug zerschellte die Maschine auf der steirischen Seite des Hochwechsels in Waldbach-Breitenbrunn.

## Auszeichnungen
- Allgemeines Kärntnerkreuz für Tapferkeit
- Besonderes Kärntnerkreuz für Tapferkeit
- Militärjubiläumskreuz
- Verwundetenmedaille
- Karl-Truppenkreuz (nach dem 12. November 1918 bestätigte Anspruchsberechtigung)
- Militärverdienstkreuz III. Klasse mit der Kriegsdekoration und Schwertern
- Goldenes Verdienstzeichen der Republik Österreich
- Ritterkreuz I. Klasse des österreichischen Verdienstordens[2]
- Ehrenkreuz des Weltkrieges
- Medaille zur Erinnerung an den 13. März 1938
- Medaille zur Erinnerung an den 1. Oktober 1938
- Eisernes Kreuz (1939) II. und I. Klasse
- Verwundetenabzeichen (1939) in Silber
- Ritterkreuz des Eisernen Kreuzes am 23. Oktober 1941
- Krimschild
- Medaille Winterschlacht im Osten 1941/42